# Australian Championships 1937
Turniej tenisowy Australian Championships, dziś znany jako wielkoszlemowy Australian Open, rozegrano w 1937 roku w Sydney w dniach 22 - 30 stycznia.

## Zwycięzcy

### Gra pojedyncza mężczyzn
- Vivian McGrath (AUS) - John Bromwich (AUS) 6:3, 1:6, 6:0, 2:6, 6:1

### Gra pojedyncza kobiet
- Nancye Wynne Bolton (AUS) - Emily Hood Westacott (AUS) 6:3, 5:7, 6:4

### Gra podwójna mężczyzn
- Adrian Quist (AUS)/Don Turnbull (AUS) - John Bromwich (AUS)/Jack Harper (AUS) 6:2, 9:7, 1:6, 6:8, 6:4

### Gra podwójna kobiet
- Thelma Coyne Long (AUS)/Nancye Wynne Bolton (AUS) - Nell Hall Hopman (AUS)/Emily Hood Westacott (AUS) 6:2, 6:2

### Gra mieszana
- Nell Hall Hopman (AUS)/Harry Hopman (AUS) - Dorothy Stevenson (AUS)/Don Turnbull (AUS) 3:6, 6:3, 6:2